# Convento do Carmo

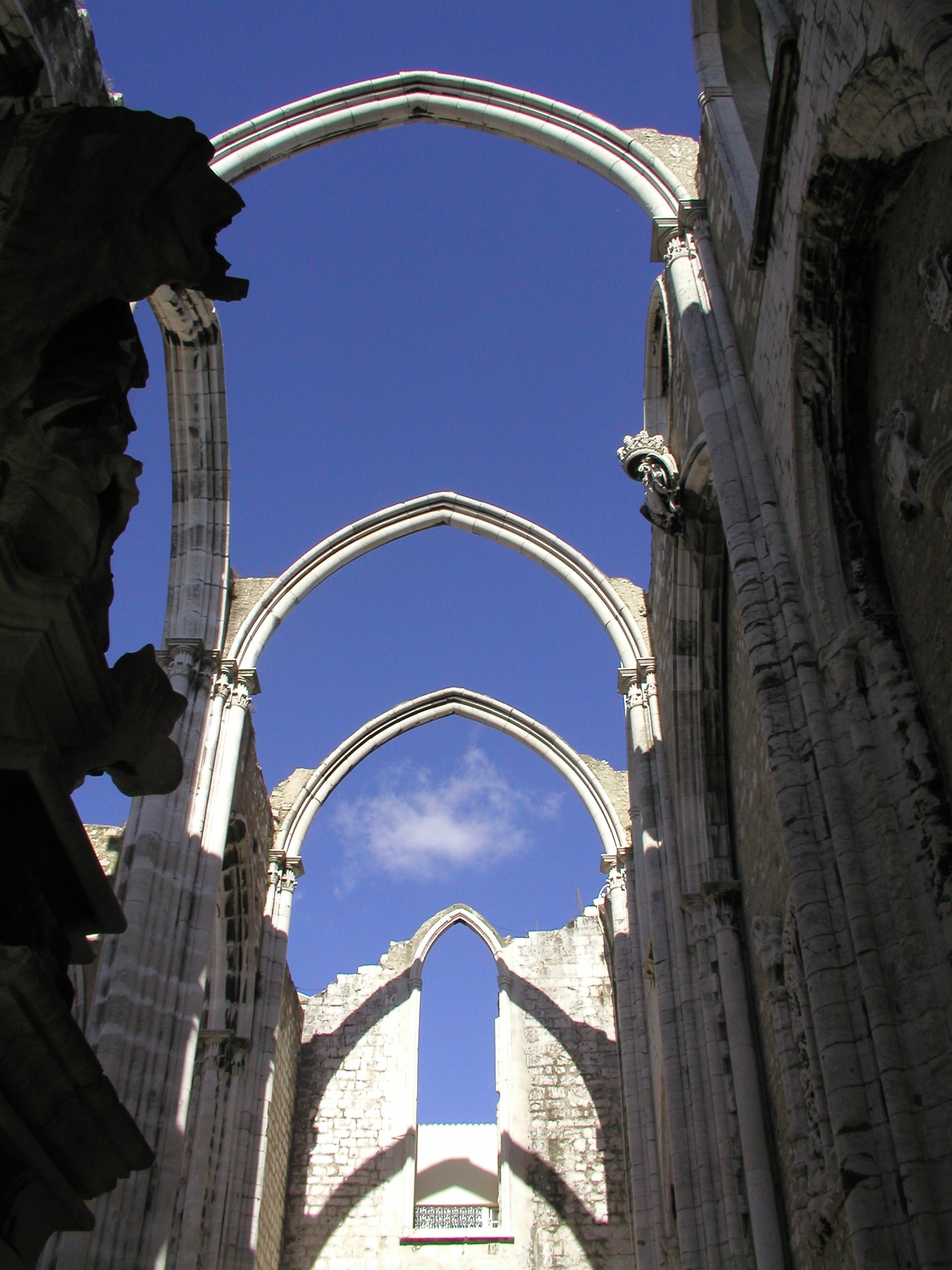
Die Ruinen der Klosterkirche

Das Convento do Carmo ist ein ehemaliges Kloster des Karmeliter-Ordens in der portugiesischen Hauptstadt Lissabon. Es wurde in den Jahren 1389 bis 1423 auf ein Gelübde des Marschalls Nuno Álvares Pereira hin errichtet. Zum Gebäudekomplex gehört auch die Kirche Igreja do Carmo, die als ein Prachtexemplar der Lissabonner Gotik gilt.
Im großen Erdbeben von Lissabon 1755 wurde das Bauwerk zerstört. Die von Königin Maria veranlasste Restaurierung kam nach der Säkularisation der Mönchsorden von 1834 ins Stocken, nachdem nur ein Flügel des Klosters wieder hergerichtet worden war. Dort befindet sich heute das Hauptquartier der portugiesischen Nationalgarde. In den Ruinen der Klosterkirche ist das Museu Arqueológico do Carmo untergebracht. Im dachlosen Kirchenschiff werden außerdem zur Sommerzeit aufgrund der hervorragenden Akustik Konzerte veranstaltet.
Vom Rossio und dem Elevador de Santa Justa (auch Elevador do Carmo genannt) fällt die heutige Ruine sofort ins Auge.

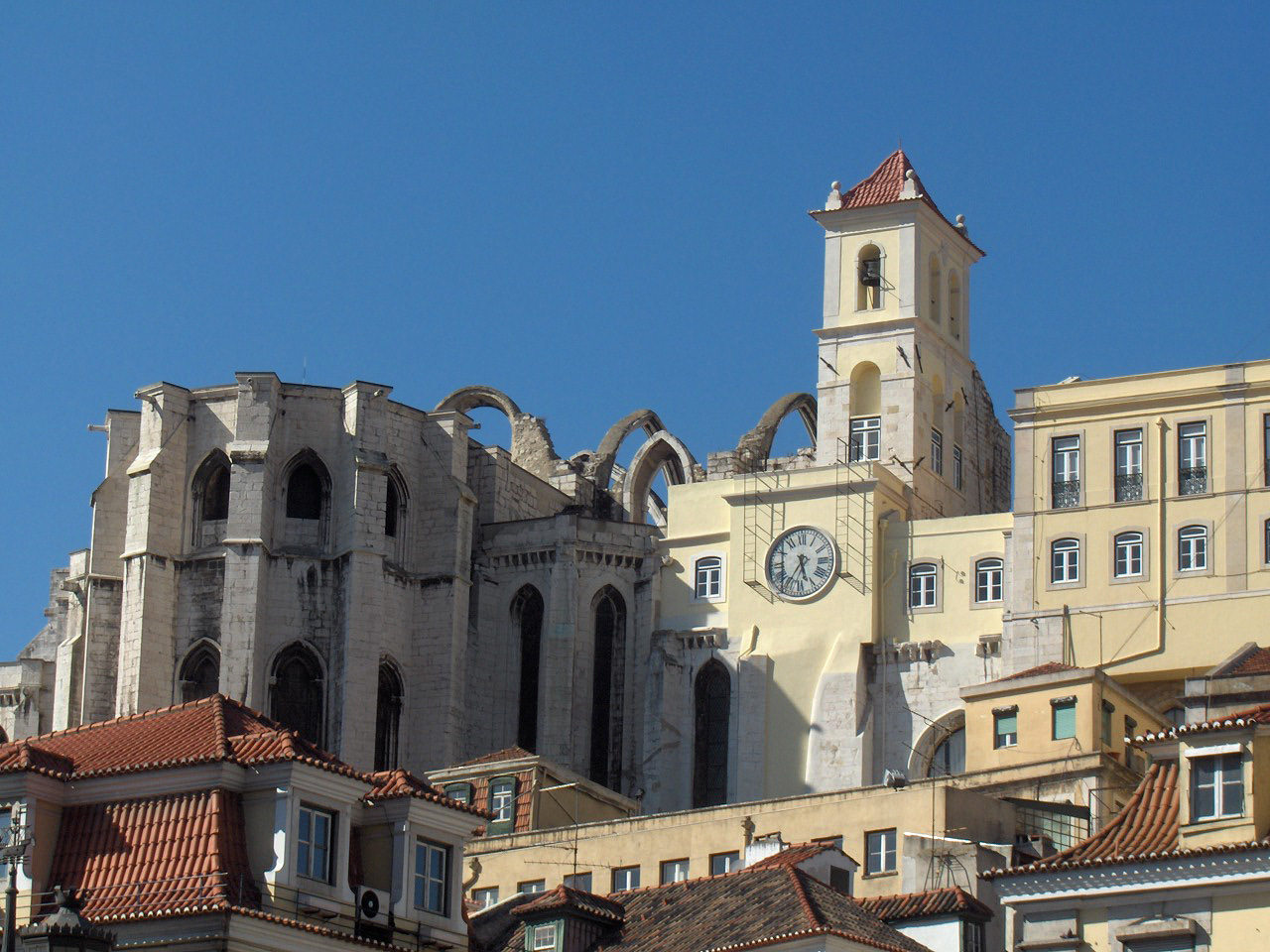
Convento do Carmo von außen

2016 wurde eine Neugestaltung des Umfeldes durch den Architekten Alvaro Siza abgeschlossen, es entstanden eine Aussichtsterrasse zur Rua do Carmo und ein Durchgang durch die Hinterhöfe zur Rua Garrett. Siza hatte nach einem verheerenden Brand von 1988 bereits den Wiederaufbau des Chiado-Quartiers geleitet.

Abends am Convento do Carno
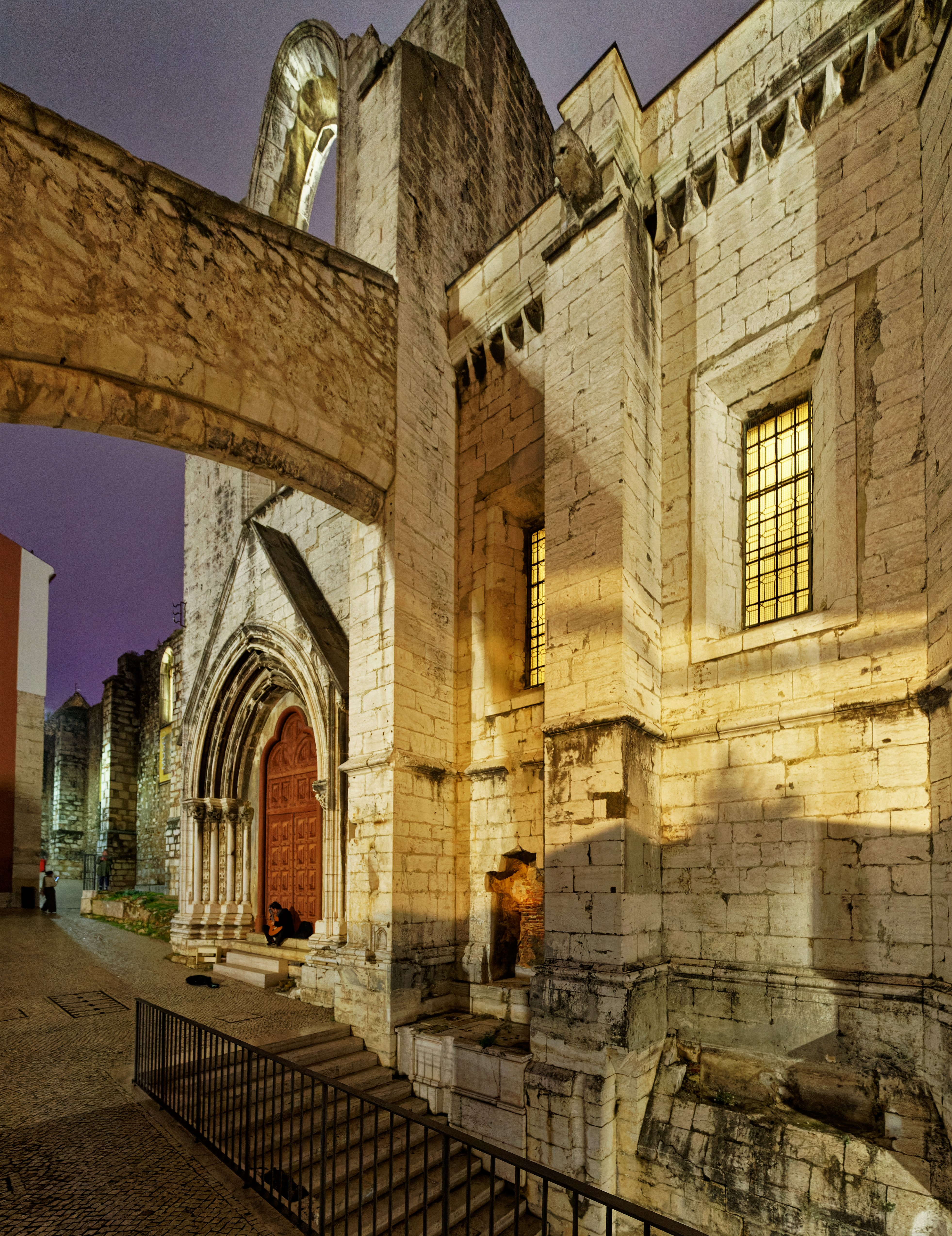
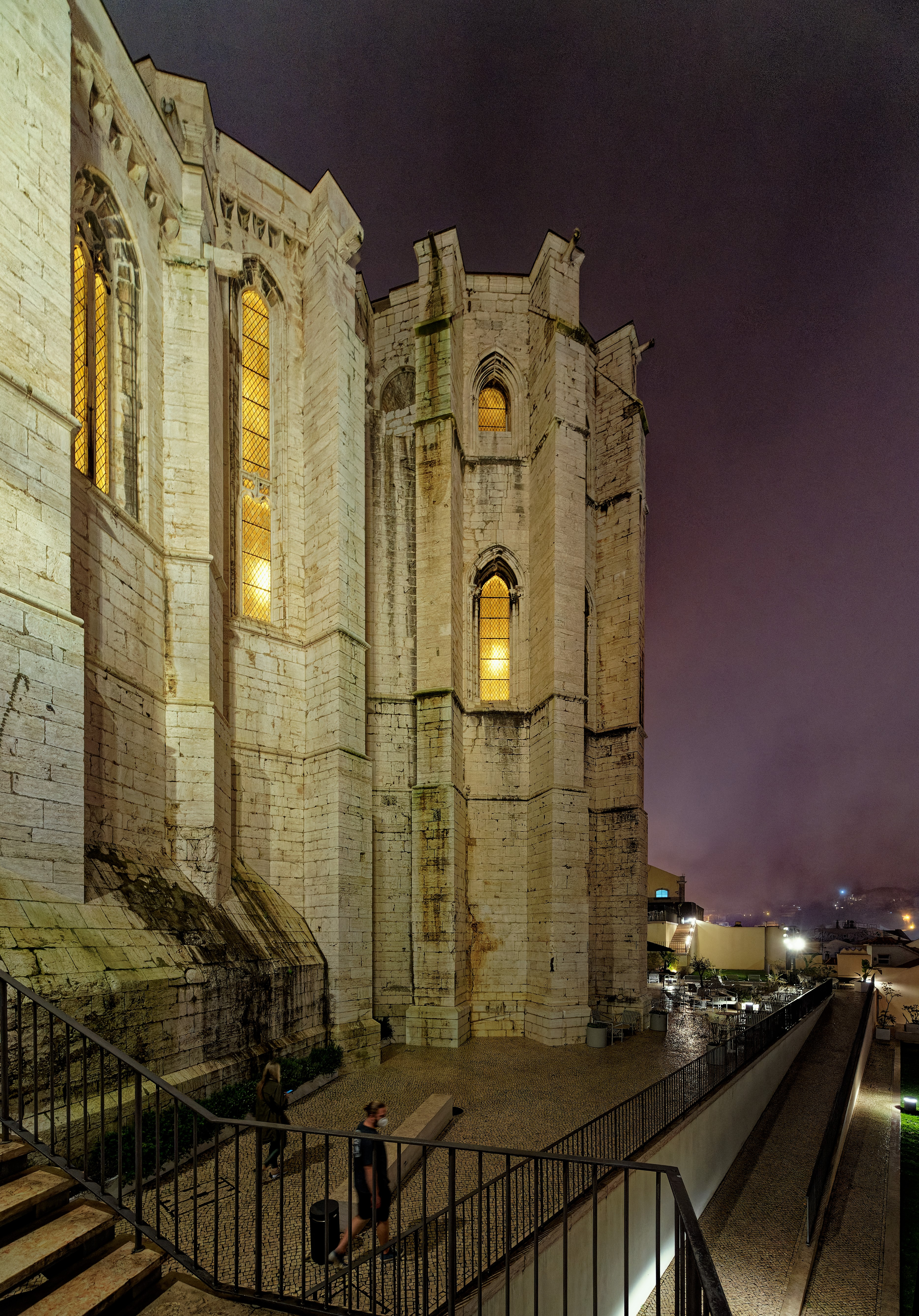
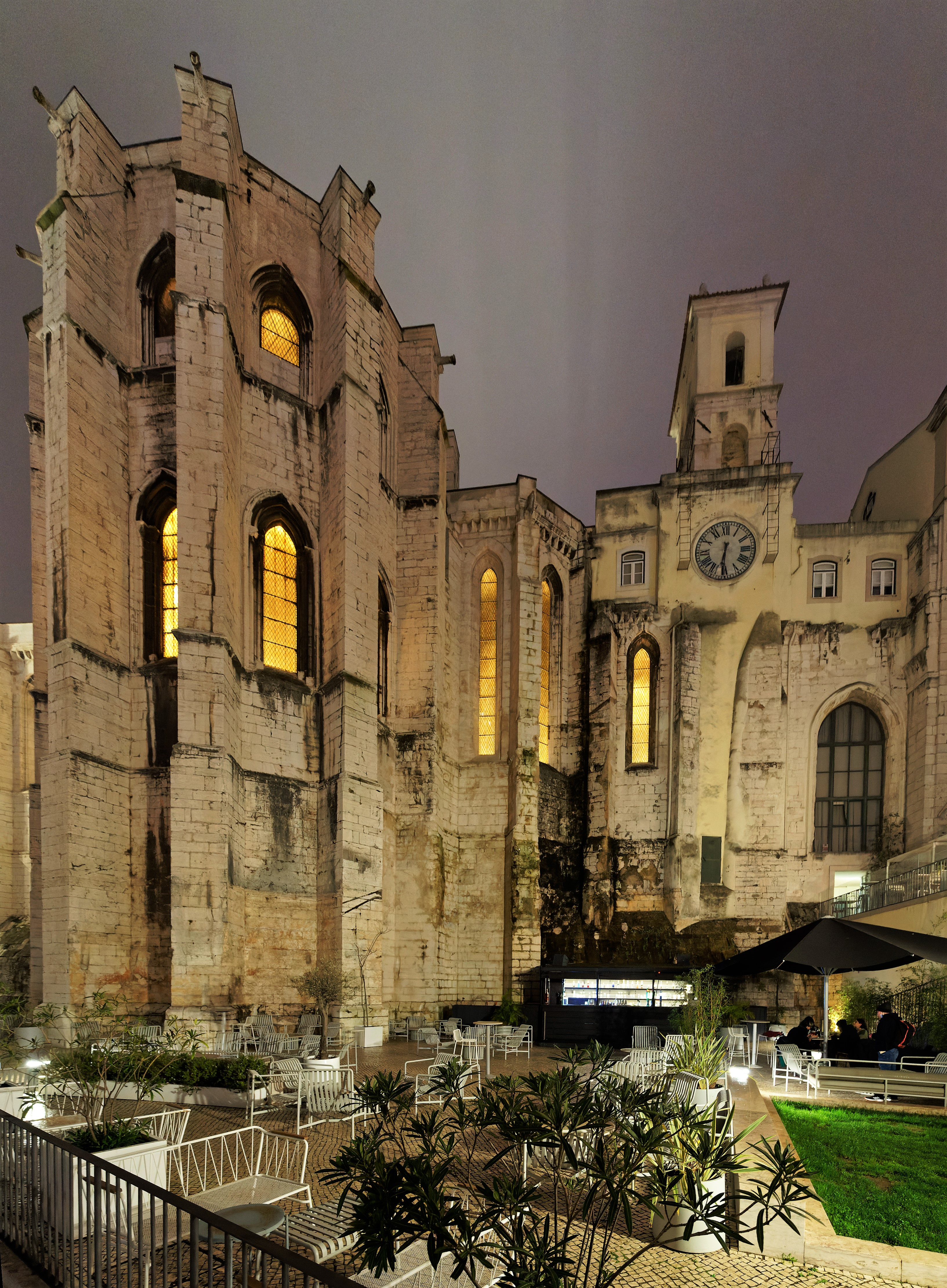